# Cement (Oklahoma)
Cement es un pueblo ubicado en el condado de Caddo en el estado estadounidense de Oklahoma. En el año 2010 tenía una población de 106 habitantes y una densidad poblacional de 88,33 personas por km².

## Geografía
Cement se encuentra ubicado en las coordenadas 34°56′8″N 98°8′14″O / 34.93556, -98.13722 (34.935441, -98.137320).

## Demografía
Según la Oficina del Censo en 2000 los ingresos medios por hogar en la localidad eran de $18,625 y los ingresos medios por familia eran $23,500. Los hombres tenían unos ingresos medios de $24,531 frente a los $17,031 para las mujeres. La renta per cápita para la localidad era de $11,378. Alrededor del 27.2% de la población estaban por debajo del umbral de pobreza.